# Arnel Taci
Arnel Taci (1986) è un attore tedesco.

## Biografia
Arnel Taci debutta come attore all'età di 15 anni nel film Paule e Julia diventando così famosissimo in Germania. Da lì in poi, ha collezionato presenze in svariati film, sempre di produzione tedesca. In Italia e in tutta Europa la sua fama è giunta grazie all'interpretazione del personaggio di Costa Papavassilou, ragazzo di origine greca nonché migliore amico di Cem Öztürk (interpretato da Elyas M'Barek) nella serie televisiva di Kebab for Breakfast. Sempre al fianco di M'Barek reciterà nella serie televisiva Abschnitt 40.

## Filmografia

### Cinema
- Paule und Julia, regia di Torsten Löhn (2002)

- Anfänger!, regia di Nicolas Wackerbarth - cortometraggio (2004)
- Namus, regia di Döndü Kiliç - cortometraggio (2005)
- Giovane e violento (Knallhart), regia di Detlev Buck (2006)
- Leroy, regia di Armin Völckers (2007)
- Eisblumen, regia di Susan Gordanshekan - cortometraggio (2011)
- Türkisch für Anfänger, regia di Bora Dagtekin (2012)
- Sein letztes Rennen, regia di Kilian Riedhof (2013)
- Honig im Kopf, regia di Til Schweiger e Lars Gmehling (2014)
- Der Nachtmahr, regia di Achim Bornhak (2015)
- Continuity, regia di Omer Fast (2016)
- Spring, regia di Omer Fast - cortometraggio (2016)
- Familiye, regia di Sedat Kirtan e Kubilay Sarikaya (2017)

### Televisione
- Ein starkes Team – serie TV, episodi 1x28 (2004)
- Im Namen des Gesetzes – serie TV, episodi 10x2 (2005)

- Blackout - Die Erinnerung ist tödlich – miniserie TV, episodi 1x5-1x6 (2006)
- Abschnitt 40 – serie TV, episodi 5x5 (2006)
- Allein unter Töchtern, regia di Oliver Schmitz - film TV (2007)
- Die Familienanwältin – serie TV, episodi 2x6 (2007)
- Einer bleibt sitzen, regia di Tim Trageser - film TV (2008)
- Kebab for Breakfast (Türkisch für Anfänger) – serie TV, 46 episodi (2006-2008)
- Doctor's Diary - Gli uomini sono la migliore medicina (Doctor's Diary - Männer sind die beste Medizin) – serie TV, episodi 2x5-2x6 (2009)
- Allein unter Schülern, regia di Oliver Schmitz - film TV (2009)
- Zivilcourage, regia di Dror Zahavi - film TV (2010)
- Hamburg Distretto 21 (Notruf Hafenkante) – serie TV, episodi 4x22 (2010)
- Schurkenstück, regia di Torsten C. Fischer - film TV (2010)
- Schimanski sul luogo del delitto (Schimanski) – serie TV, episodi 1x16 (2011)
- Danni Lowinski – serie TV, episodi 1x12-3x1 (2010-2012)
- Willkommen im Krieg, regia di Oliver Schmitz - film TV (2012)
- Lotta – serie TV, episodi 1x2 (2012)
- Die ProSieben Märchenstunde – serie TV, episodi 5x5 (2012)
- Löwenzahn – serie TV, episodi 33x9 (2013)
- Tatort – serie TV, episodi 1x721-1x903 (2009-2014)
- Der Knastarzt – serie TV, episodi 1x6 (2014)
- Dating Daisy – serie TV (2014)
- Nachtschicht – serie TV, episodi 1x12 (2015)
- Einfach Rosa – miniserie TV, episodi 1x1-1x3 (2015-2016)
- Mitten in Deutschland: NSU – miniserie TV, episodi 1x1 (2016)
- 1000 Mexikaner, regia di Philipp Scholz - film TV (2016)
- Tempel – serie TV, 6 episodi (2016)
- Ultima traccia: Berlino (Letzte Spur Berlin) – serie TV, episodi 6x5 (2017)
- Squadra Speciale Stoccarda (SOKO Stuttgart) – serie TV, episodi 2x19-9x2 (2011-2017)
- 14º Distretto (Großstadtrevier) – serie TV, episodi 25x7-30x16 (2011-2017)
- Squadra Omicidi Istanbul (Mordkommission Istanbul) – serie TV, episodi 1x19 (2018)
- SOKO Hamburg – serie TV, 6 episodi (2018)
- Dreizehnuhrmittags, regia di Martina Plura - film TV (2018)
- Kinderüberraschung, regia di Kai Meyer-Ricks - film TV (2018)
- Beck is back! (Beck Is Back!) – serie TV, episodi 2x7 (2019)
- Frau Jordan stellt gleich – serie TV, episodi 1x3 (2019)
- Schwester, Schwester - Hier liegen Sie richtig! – serie TV, episodi 1x6 (2019)
- Bonusfamilie – serie TV, 6 episodi (2019)
- Ethno – serie TV, 4 episodi (2020)